# 마리나 코브리기나
마리나 블라디미로브나 코브리기나(러시아어: Мари́на Влади́мировна Коври́гина, 1972년 5월 4일~)는 러시아의 전직 유도 선수이다. 1996년 하계 올림픽 여자 하프라이트급에 참가했다.